# Conopomorpha zaplaca
Conopomorpha zaplaca är en fjärilsart som beskrevs av Edward Meyrick 1907. Conopomorpha zaplaca ingår i släktet Conopomorpha och familjen styltmalar. Inga underarter finns listade i Catalogue of Life.